# Paul Darmstädter
Paul Darmstädter, född 17 oktober 1873 i Charlottenburg, död 16 maj 1934 i Montreux, var en tysk historiker.
Darmstädter blev 1907 extraordinarie professor, 1928 professor i historia i Göttingen. Bland Darmstädters främsta verk märks Das Reichsgut in der Lombardei und Piemont 568-1250 (1895), Befreiung der Leibeigenen in Savoyen, der Schweiz und Lothringen (1897), Das Grossherzogtum Frankfurt (1909), samt Geschichte der Aufteilung und Kolonisation Afrikas (2 band, 1913-21).